# Control Center Solutions
Unter Control Center Solution versteht man die generische Betrachtung von Leitzentralen (bzw. Einsatzzentralen, Leitstellen) mit sicherheitsrelevanten Aufgaben.
Die Aufgabe einer Control Center Solution (innovativen Leitzentralen-Lösung) besteht darin, Menschen in einer Kontroll- und Einsatzzentrale optimal zu unterstützen, um sicherheitskritische bzw. sicherheitsrelevante Prozesse zentral zu steuern. Dabei wirken (vereinfacht dargestellt) im Wesentlichen drei Komponenten zusammen: Die taktische Lagedarstellung, Planungs- & Management-Tools sowie ein System zur Sprach- und Datenkommunikation.
Die Arbeit im sicherheitsrelevanten Umfeld (z. B. Flugsicherung, Öffentliche Sicherheit) stellt dabei besondere Herausforderungen: Egal ob Lotse, Disponent oder Fahrdienstleiter – sie alle haben die Aufgabe, Menschen und Gut vor Gefahren zu schützen. Ein spezieller Arbeitsplatz mit optimierter Bedienschnittstelle – das heißt alle relevanten Informationen werden übersichtlich auf einem Bildschirm dargestellt – soll den Anwender („Operator“) dabei unterstützen, in kritischen Situationen möglichst rasch und richtig zu reagieren.
Die Ist-Situation beinhaltet neben dem Bild der Bedarfssituation (geografische Verteilung von Situationen, die eine Intervention durch Einsatzkräfte erfordern) auch den Einsatzmittelzustand (aktuelle Verfügbarkeit und geografische Verteilung von Einsatzmitteln wie z. B. speziellen Fahrzeugen oder Personen mit besonderen Befugnissen oder Fähigkeiten) sowie die relevanten Umweltbedingungen. Die Erfassung der Ist-Situation erfolgt einerseits durch verschiedenste Meldungen (Alarmauslösung, Lageberichterstattung über unterschiedlichste Kommunikationswege, z. B. öffentlicher Notruf, Funkbericht von ersten Einsatzkräften, die am Notfallort eintreffen etc.) und andererseits durch verschiedenste Sensoriken (z. B. automatische Brandmeldeanlagen, CCTV-Beobachtungen, Verkehrs-, Radar-, Wetter- und andere Umweltdatensensoren) sowie durch die Lokalisierung und Zustandserfassung der Einsatzmittel (AVL – Automatic Vehicle Location und Personenortung). Diese Informationen werden häufig auch auf einer digitalen Karte als taktisches Verkehrsbild dargestellt, dass mit Hilfe eines Geografischen Informationssystem (GIS) erstellt wird.

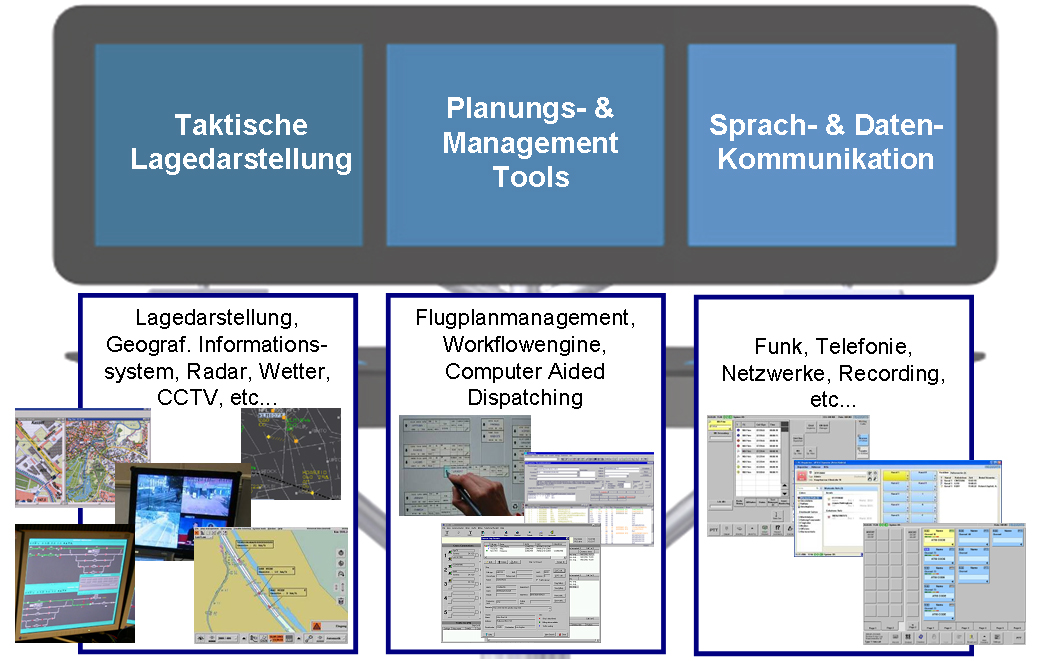
Control Center Solution

Die Soll-Situation definiert sich durch Anforderungen an die Arbeit der Leitzentrale (laufend optimale Zuordnung verfügbarer Einsatzmittel zu den geografisch verteilten Situationen mit Interventionsbedarf, Einhaltung bestimmter Maximalzeiten für die Intervention, Kapazitäts-/Bedarfs-/Angebots-/Optimierungsprozess etc.), oft auf der Basis von Gesetzen, Vorschriften oder Verträgen.
Die Diskrepanz zwischen Ist- und Soll-Situation wird unter Zuhilfenahme von Planungs- & Management Tools (workflow engine, intelligent decision support tools, Computer Assisted Dispatching) für die Entscheidung durch den Operator aufbereitet. Dieser trifft seine Entscheidung mit der Zielsetzung, jene Diskrepanz zwischen Ist- und Soll-Situation zu minimieren – im sicherheitsrelevanten Anwendungsbereich wird die endgültige Entscheidung dem Menschen überlassen.
Das bedingt besonderes Augenmerk auf die Mensch-Maschine Schnittstelle. Diese muss dem Operator einen laufenden Überblick über die aktuelle Situation geben und die für die Entscheidung notwendigen Informationen klar und deutlich und in hochkonzentrierter Form anbieten.
Die Kommunikation der Entscheidungen (wie auch manche Datengewinnung) – und damit Einflussnahme auf die Umwelt zur Optimierung der Situation – geschieht durch Kommunikation in Form von Sprache und Daten; Menschen- und Maschinenlesbar. Speziell für den Einsatz im sicherheitskritischen Bereich muss sie dabei bestimmte Anforderungen erfüllen, wie z. B. Rufaufbau in Millisekunden oder Ausfallsicherheit.